# Arie Haspels
Arie Andries Haspels (Zwijndrecht, 27 december 1925 – Laren, 30 december 2012) was een Nederlandse gynaecoloog en hoogleraar in de verloskunde. Hij is de uitvinder van de morning-afterpil.

## Biografie
Hij was de zoon van Johannes Cornelis Haspels, die tweemaal burgemeester was van Enkhuizen en later ook van Bussum.
Arie Haspels promoveerde in 1961 met zijn studie inzake baarmoederscheuring. Zijn werk op Java had hem daartoe de nodige expertise gegeven. Hij en zijn team kwamen later tot de ontwikkeling van de morning-afterpil, waardoor hij bekend is als de uitvinder van deze noodpil.
In de jaren 1960 was hij de gynaecoloog van het Nederlandse koningshuis.  Van 1969 tot 1991 was hij hoogleraar verloskunde aan de Universiteit Utrecht.
Zijn inzet ging ook naar AMREF Flying Doctors, de organisatie waarvan hij bestuurslid was en die hij bijstond met zijn werk in Nigeria.
Haspels was een groot voorvechter van anticonceptie als middel tot familieplanning. Af en toe kwam hij in conflict met vertegenwoordigers van de Rooms-Katholieke Kerk.

## Onderscheidingen
Hij was drager van het Verzetsherdenkingskruis (1939-1945) en in 1970 werd hij commandeur in de Huisorde van Oranje.